# Moti Bodek

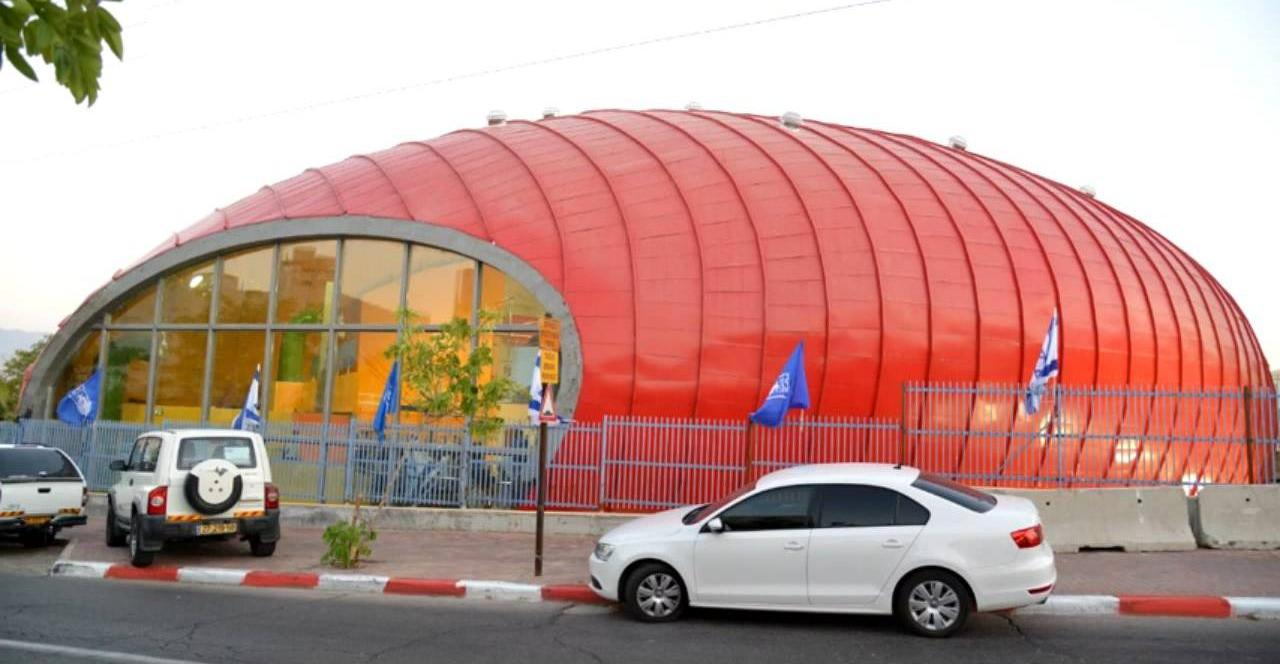
Centre sportif d’Eilat

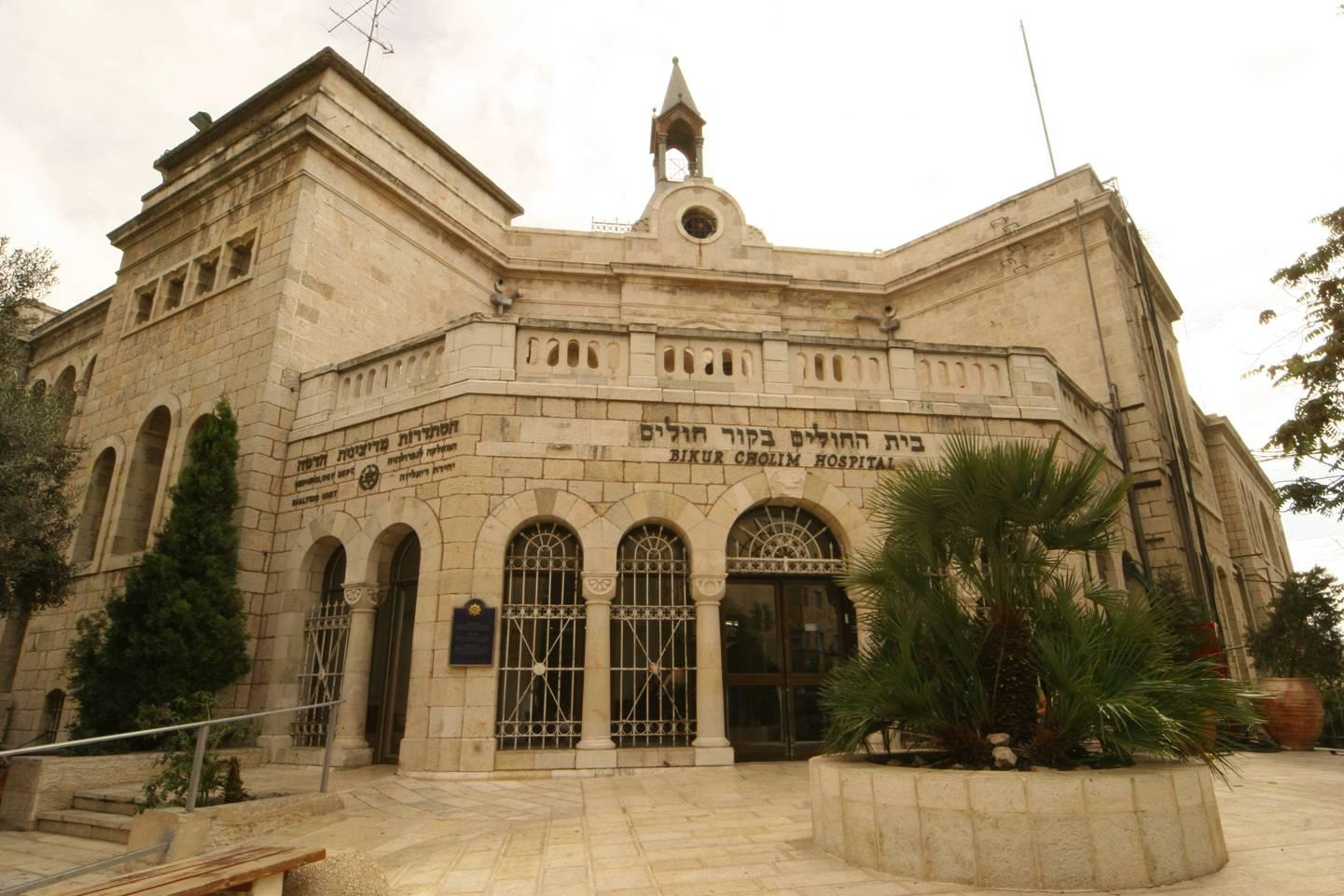
Hôpital Bikour Holim de Jérusalem

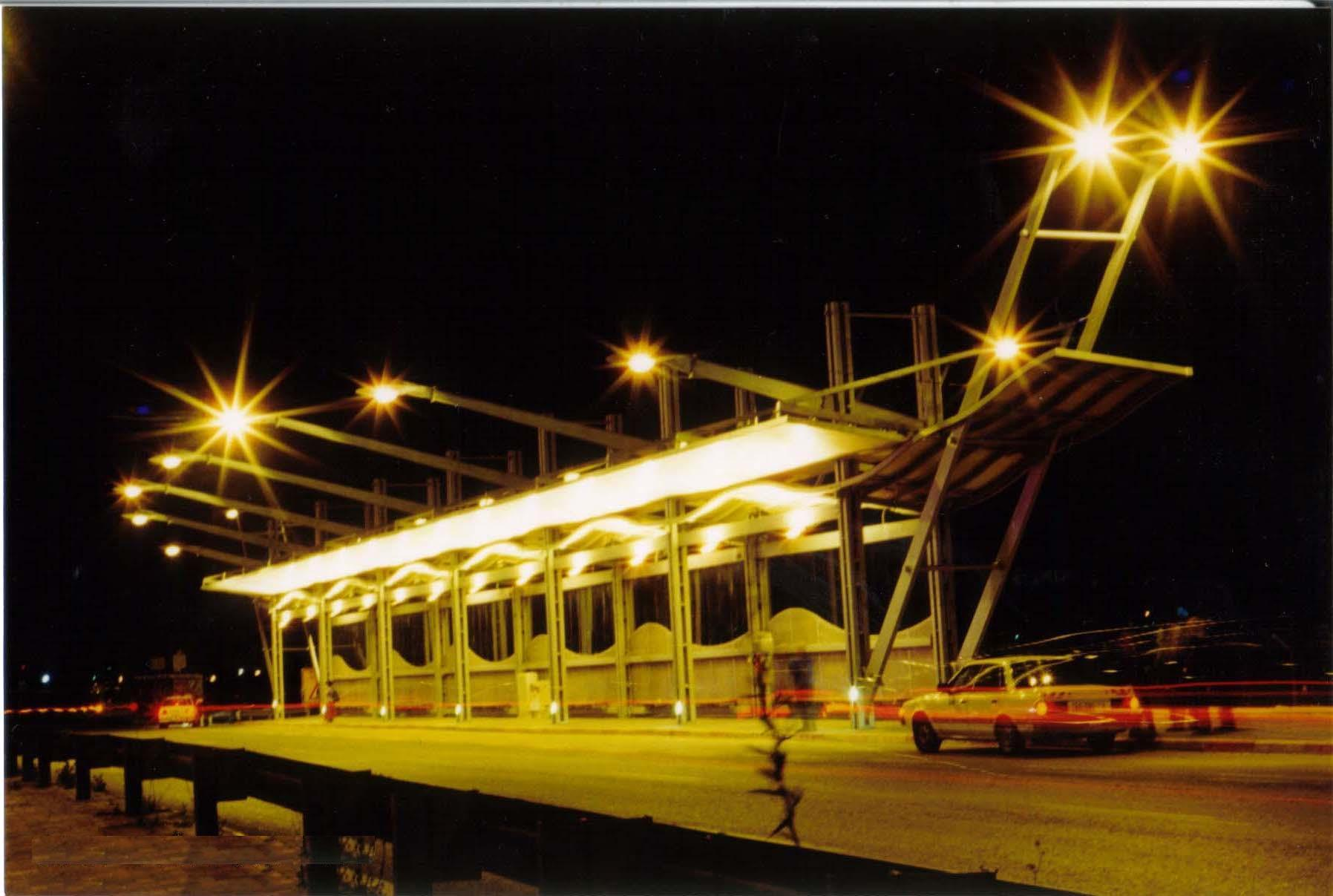
Les arrêts de bus sur autoroute 44 (Israël), près de Holon

Moti Bodek (hébreu : מוטי בודק), né en 1961, est un architecte israélien, Il est le propriétaire de l’entreprise Bodek Architecs installée à Tel-Aviv, et aussi maître de conférences au département d'architecture de École des beaux-arts Bezalel à Jérusalem.

## Biographie
Moti Bodek est né et a grandi à Haïfa. Il a servi dans les forces de sécurité israéliennes entre les années 1979-1985. En 1989, il est diplômé avec mention à la faculté du design de l’environnement de l'École des beaux-arts Bezalel à Jérusalem. En 1990 il a obtenu son diplôme d’architecte à la Faculté d'architecture du Technion à Haifa. Entre les années 1987-1993 Bodek a travaillé dans la société d’architectes Avraham Yasky à Tel-Aviv. et en même temps il a fondé (1990) son propre cabinet d'architecture Bodek Architectes. En 1991, Bodek a commencé à enseigner à Bezalel et en 1995, il a obtenu son diplôme M.P.A de l'université Clark dans le Massachusetts aux États-Unis. Entre les années 2001-2004, Bodek a été nommé sous-directeur de la faculté d'architecture à l'université d'Ariel. Actuellement, il est maître de conférences et le responsable pédagogique des conférenciers à Bezalel, l’Académie des arts et du design. Bodek a été l'un des fondateurs des organisations salariales dans les établissements d'enseignement supérieur et y a également été nommé en tant que vice-président.

## Recherche
Bodek engagée dans la recherche, la conception et la construction des bâtiments et des projets basés sur des compétences élevées dans les techniques de fabrication et de construction. Ces structures montrent que l'innovation de l'ingénierie des systèmes naturels et le courage inspiré, en référence aux systèmes de construction, les paramètres fonctionnels et formels, et les méthodes de la construction original et peu coûteux. Son œuvre appartient au développement contemporain de biomimétisme (Imitation of Life), qui tente de trouver une solutions efficaces et durables pour la conception et défis technologiques d'aujourd'hui à travers l'apprentissage et l'imitation des principes, de la discipline et des formes traite la nature écologique.

## Projets sélectionnés
- Centre sportif d’Eilat
- Stade de football de Tibériade
- Centre sportif de l'université de Tel Aviv
- Nouveau quartier près de Beersheva : Le Parc de la rivière
- Deux passerelles à Ashdod
- Centre Nautique et club de navigation, Eilat
- Synagogue, près d'Ashkelon
- Hôpital Bikour Holim de Jérusalem
- La Résidence de l'Ambassade Russe sur le Boulevard Rothschild, à Tel Aviv
- La station centrale d'autobus de Tel-Aviv

## Expositions
- Biomimicry (Biomimétisme) Architecture ׂinfluencée par les systèmes de la nature, Exposition des bâtiments et projets de l'architecte Moti Bodek. Semaine internationale de l'Université des Sciences Appliquées FHP, Freiland Potsdam en Allemagne du 12 au 16 mai 2014.
- BIO-DESIGN: HYBRID FABRICTIONSׂ. Group Exhibition. Master's Program in itegrated Design, Research Gallery, Design Faculty, HIT Holon Institute of Technology, Israel. 28 April-19 May 2015
- La Biennale di Venezia: The 15th International Architecture Exhibition Venice, Italy, May 28th to November 27th 2016.

## Conférence et congrès
- Comité de l'éducation de la Knesset, Août 2007
- Maisons de l'intérieur, de Tel-Aviv. Mai 2008
- scientifique Bloomfield de Jérusalem, Juin 2012
- Sports et architecture, Archijob Centre Tel Aviv, Juillet 2012
- Architecture biomimétrique influencée par les systèmes de la nature, HIT - Holon Institute of Technology, Mai 2013
- Works in Progress, ZEZEZE Galerie d'architecture, Tel Aviv, Novembre 2013
- IMPACT, l'Association professionnelle israélienne des artistes des arts visuels, Beit Ariela Bibliothèque Tel Aviv, Décembre 2013
- Potsdam Semaine internationale Conférence d'ouverture, Freiland, Potsdam en Allemagne, en Mai 2014
- Concepts architecturaux biomorphiques - Conférence et atelier, Freiland, Potsdam en Allemagne, en Mai 2014
- Matériel d’Artisanat Contemporain Conférence Culture, Bezalel Academy of Art and Design de Jérusalem, Mai 2014
- IMPACT, l'Association professionnelle israélienne des artistes des arts visuels, Alfred Gallery Tel Aviv, Septembre 2014